# Kanton Villersexel
Villersexel is een kanton van het Franse departement Haute-Saône. Het kanton maakt deel uit van de arrondissementen Lure en Vesoul.

## Gemeenten
Het kanton Villersexel omvatte tot 2014 de volgende 32 gemeenten:
- Aillevans
- Athesans-Étroitefontaine
- Autrey-le-Vay
- Beveuge
- Courchaton
- Crevans-et-la-Chapelle-lès-Granges
- Fallon
- Faymont
- Georfans
- Gouhenans
- Grammont
- Granges-la-Ville
- Granges-le-Bourg
- Longevelle
- Les Magny
- Marast
- Mélecey
- Mignavillers
- Moimay
- Oppenans
- Oricourt
- Pont-sur-l'Ognon
- Saint-Ferjeux
- Saint-Sulpice
- Secenans
- Senargent-Mignafans
- Vellechevreux-et-Courbenans
- La Vergenne
- Villafans
- Villargent
- Villersexel (hoofdplaats)
- Villers-la-Ville

Bij de herindeling van de kantons door het decreet van 17 februari 2014, met uitwerking op 22 maart 2015 :

werd enerzijds de gemeente Faymont overgeheveld naar het nieuwe kanton Lure-2

werden anderzijds de 16 gemeenten van het opgeheven kanton Noroy-le-Grand aan het kanton toegevoegd.
Sindsdien omvat het kanton volgende 47 gemeenten :  
- Aillevans
- Athesans-Étroitefontaine
- Autrey-le-Vay
- Autrey-lès-Cerre
- Beveuge
- Borey
- Calmoutier
- Cerre-lès-Noroy
- Colombe-lès-Vesoul
- Colombotte
- Courchaton
- Crevans-et-la-Chapelle-lès-Granges
- Dampvalley-lès-Colombe
- La Demie
- Esprels
- Fallon
- Georfans
- Gouhenans
- Grammont
- Granges-la-Ville
- Granges-le-Bourg
- Liévans
- Longevelle
- Les Magny
- Marast
- Mélecey
- Mignavillers
- Moimay
- Montjustin-et-Velotte
- Neurey-lès-la-Demie
- Noroy-le-Bourg
- Oppenans
- Oricourt
- Pont-sur-l'Ognon
- Saint-Ferjeux
- Saint-Sulpice
- Secenans
- Senargent-Mignafans
- Vallerois-le-Bois
- Vallerois-Lorioz
- Vellechevreux-et-Courbenans
- La Vergenne
- Villafans
- Villargent
- Villers-la-Ville
- Villers-le-Sec
- Villersexel